# Risto Ryti
Risto Heikki Ryti (3. února 1889, Huittinen – 25. října 1956 Helsinky) byl finský právník, finančník a politik, ředitel Finské banky (1925–1939), premiér (1939–1940) a prezident (1940–1944) Finska. V době, kdy byl prezidentem, Finsko válčilo se Sovětským svazem v pokračovací válce. V prosinci 2004 jej Finové v televizním hlasování zvolili druhým největším Finem všech dob (po maršálu Mannerheimovi).

## Mládí a raná kariéra
Risto Ryti se narodil v Loima v obci Huittinen ležící v provincii Satakunta jako jeden ze sedmi synů. Jeho rodiči byli sedláci Kaarle Evert Ryti a Ida Vivika Junttila. Ačkoli pocházel z rolnické rodiny, na velkém rodinném statku moc nepracoval, zaměřil se spíše na studium. Krátce studoval na gymnáziu v Pori a poté se vzdělával doma až do přijetí na Helsinskou univerzitu ke studiu práv v roce 1906.
Po promoci v roce 1909 se Ryti vrátil do Satakunty a stal se právníkem v Raumě. V této době se seznámil s jedním z nejbohatších Finů Alfredem Kordelinem. Ryti se stal jeho právníkem a blízkým přítelem. Dále se také vzdělával v právu. Na jaře 1914 se přestěhoval do Oxfordu, aby tu studoval námořní právo, ale první světová válka ho donutila vrátit se do Finska. V roce 1916 se oženil s Gerdou Paulou Serlachiusovou.
Během roku 1917 se obchodní vztah Rytiho s Kordelim ještě upevnil a je velmi pravděpodobné, že by Kordeli Rytiho pověřil vedením svých četných společností, ale Kordeli byl 7. listopadu 1917 zastřelen ruským bolševikem.

## Politik a bankéř
Během finské občanské války se Ryti se svou rodinou skrýval v Helsinkách, které ovládali rudí. V roce 1919 byl zvolen za Národní pokrokovou stranu do Finského parlamentu. Poslancem byl až do roku 1923 a poté opět od roku 1927 do 1929. Byl předsedou parlamentního soudního a později rozpočtového výboru.
V roce 1921 se Ryti stal ministrem financí a tuto funkci zastával do roku 1924. Roku 1925 ho prezident Kaarlo Juho Ståhlberg jmenoval guvernérem Finské banky, jímž byl až do roku 1939, kde se stal předsedou vlády.
Roku 1925 Ryti také neúspěšně kandidoval na prezidenta. Jeho oblíbenost časem rostla, ale na výhru v prezidentských volbách nestačila. Během 30. let 20. století opustil každodenní politiku, ale ovlivňoval finskou ekonomiku.
Risto Ryti byl liberál. Pokračoval v politice stabilizace finské markky a držel zlatý standard vazbou na libru tak dlouho, jak jen to bylo možné. Díky tomu ve Finsku vzrostly reálné úroky a prohloubení hospodářské krize způsobilo bankroty, šíření chudoby a pravicového extremismu. Ryti očividně podcenil nepružnost trhu práce, kvůli níž se ceny a mzdy blížily konkurenceschopné úrovni jen velmi pomalu. Finsko opustilo zlatý standard až roku 1931 během Velké hospodářské krize.

## Premiér a prezident během zimní války
Ryti byl na začátku zimní války zvolen předsedou vlády. Zaměřil se na realistickou analýzu situace a přesvědčil ostatní členy vlády uzavřít mír. Sám byl jedním z těch, kteří 13. března 1940 podepsali Moskevský mír, čímž Finsko ztratilo rozsáhlá území a muselo se postarat o 400 000 uprchlíků. V následující těžké době nesl společně s maršálem Mannerheimem a lídrem Sociální demokracie Väinö Tannerem hlavní zodpovědnost za vedení státu. Ryti byl zvolen nástupcem nemocného prezidenta Kyöstiho Kallia ještě předtím, než ten 19. prosince 1940 zemřel. Kallio předal pod vlivem světové války zuřící okolo Finska a neustálých hrozeb Sovětského svazu funkci vrchního velitele ozbrojených sil Mannerheimovi a Ryti mu ji po celou dobu svého prezidentského mandátu ponechal – byl tak jediným finským prezidentem, který nebyl ani jeden den vrchním velitelem ozbrojených sil.

## Orientace na Německo
Zimní válka skončila v březnu 1940 ztrátou velkého území na východě Finska, obrovskými lidskými i materiálními škodami, ale Finsko zůstalo nezávislé. Ještě během války bylo Finsko orientováno hlavně na Británii, což Ryti velmi podporoval, ale postupně se začalo obracet k Německu. Finové pro obchod potřebovali Baltské moře, které nyní ovládali Němci, a tak obchod s Británií vázl. Finsko potřebovalo nové trhy a Německo bylo ochotno obchodovat.

Zásluhou Rytiho vlády zůstal vliv skupin sympatizujících s nacismem ve Finsku malý a Finsko si jako jediná evropská kontinentální země zavlečená do války zachovala po celou dobu demokracii.

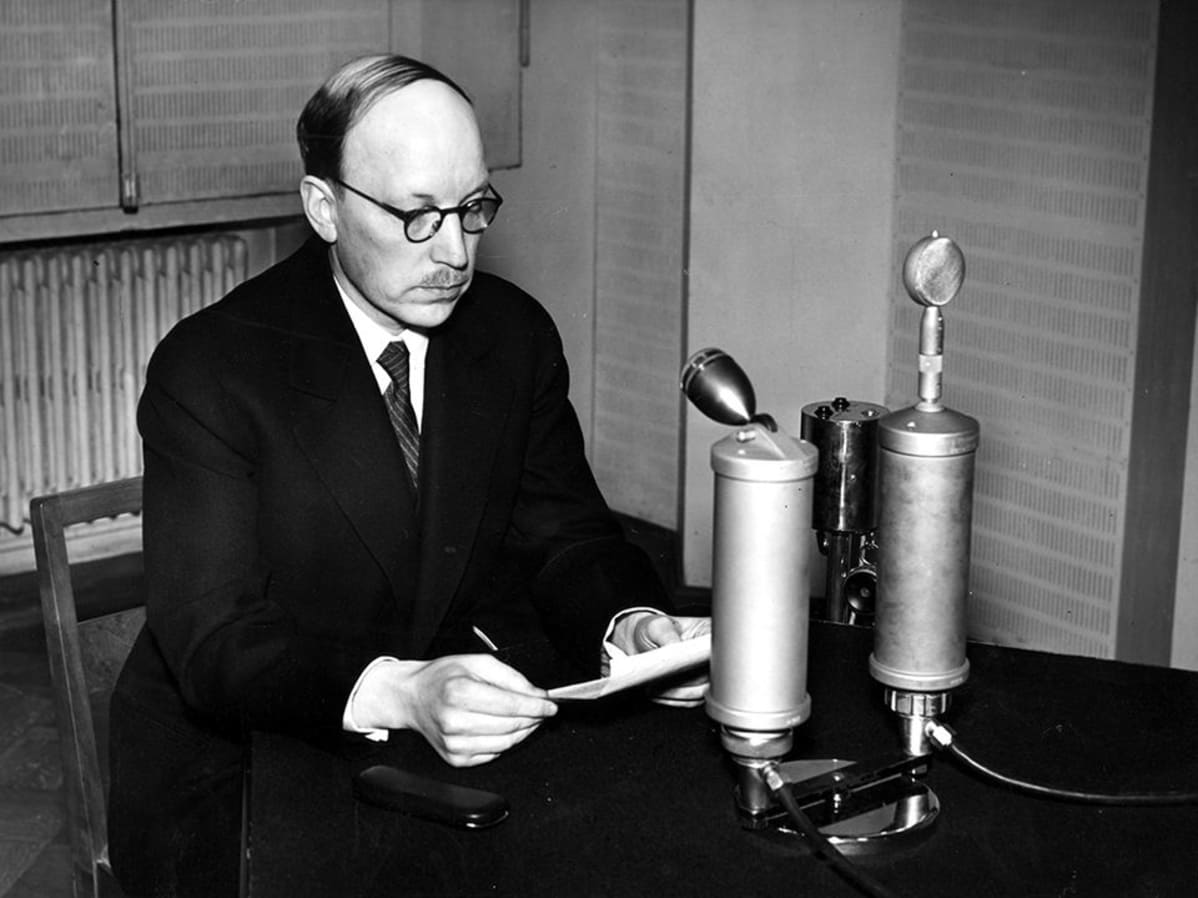
Ryti při rozhlasovém projevu 26. června 1941

V srpnu 1940 Ryti souhlasil s tajnou vojenskou spoluprací s Německem, protože hrozba ze strany Sovětského svazu nadále trvala. Současně začínalo být jasné, že dvě evropské totalitní velmoci nebudou v míru žít dlouho. Většina expertů se domnívala, že Sovětský svaz nedokáže případnou německou invazi zastavit. Ryti postupně opouštěl myšlenky na pouhé zabezpečení země k zájmům Finska v přerozdělené východní Evropě. Spolupráce s Německem se stala přípravou na znovunabytí oblastí ztracených v zimní válce v případě, že by konflikt mezi Německem a Sovětským svazem opravdu vypukl. V plánu nové války byla také okupace východní Karélie, o což se snažili finští nacionalisté již od dob první světové války.
V březnu 1941 si Ryti napsal do deníku, že by Finsko mělo zůstat mimo zájmy velmocí. Na začátku června Ryti zase popisuje, jak informoval vládu: „Pokud nyní mezi Německem a Ruskem vypukne válka, bude to výhodné pro celý svět. Německo je jediná země, která je schopná porazit Rusko, nebo ho alespoň citelně oslabit, a ani by nebylo světu ke škodě, kdyby se Německo touto hrou také oslabilo.“

## Pokračovací válka
Německo napadlo Sovětský svaz 22. června 1941, přičemž Finsko dovolilo německým letadlům na svém území tankovat, ačkoli oficiálně zůstalo neutrální. O tři dny později Sovětský svaz začal bombardovat finská města, což se stalo impulzem k válce za znovudobytí ztracených území.
Finská armáda brzy dobyla území ztracená v zimní válce a nárazníkové pásmo za původními hranicemi. Nemalá část parlamentu nebyla nakloněna myšlence překročit staré hranice, ale Ryti přesvědčil Väinöho Tannera a sociální demokraty, aby zůstali ve vládě navzdory jejich nesouhlasu s dobytím východní Karélie. Jeho schopnost zachovat širokou koaliční vládu velmi přispěla k morálce a národní jednotě.
Ryti nesouhlasil s německým plánem na spolupráci při dobývání Leningradu, ani se nechtěl setkat s Hitlerem. Ten ale překvapivě dorazil na Mannerheimovy 75. narozeniny 4. června 1942. Ryti si o Hitlerově osobě poznamenal: „vřelý, srdečný, dobromyslný, citlivý člověk“ a také sympatizující s Finy. Rytimu ale zůstala averze k Hitlerově veřejné roli a nacionálními socialismu.
Rytiho prezidentský mandát měl trvat jen po dobu původního Kalliova mandátu, tj. do roku 1943. V tomto válečném roce ale nebylo v možnostech vlády uspořádat nové volby, a tak byli svoláni voliči z roku 1937, kteří ho velkou většinou hlasů zvolili na další funkční období.
V polovině července 1943 si Ryti zapsal, že si je jistý, že Německo válku prohraje. Na jaře 1944 vytušil, že brzo přijde velký sovětský útok po Karelské šíji. Německo již potřetí nabídlo Finsku spojenectví, které Ryti pokaždé odmítl. Důvody pro to byly zřejmé, spojenci Německa byli již ve velmi špatném postavení. Německu vadila finská snaha vymanit se z války Německa proti Sovětskému svazu, zejména pak přímá finská lednová nabídka míru Sovětskému svazu. Rovněž finský tisk byl velmi nervózní ze současného německého vedení. Noviny Helsingin sanomat otevřeně kritizovaly německou válku proti Británii, profesorové protestovali proti německé „evakuaci“ sbírek univerzity v Tartu a taktéž švédsky psané noviny psaly články vyzývající k míru.
19. července 1944 Hitler zakázal vývoz zbraní do Finska. Německý ministr zahraničí Joachim von Ribbentrop nabídl takto oslabenému Finsku spojenectví, které by Finsku opět zajistilo dodávky, ale na oplátku by se Finsko zavázalo, že bude pokračovat po boku Německa až do konce války. Německá porážka již byla jistá, takže bylo jasné, že Německo žádá, aby Finsko nejednalo o míru. Ryti navrhovanou smlouvu po projednání s Mannerheimem a předsedou vlády Edwinem Linkomiesem nepodepsal, ale napsal Hitlerovi osobní dopis, v němž se zavázal, že dokud bude on prezidentem, Finsko nebude o mír se Sovětským svazem usilovat. Snažil se tím vyhnout formálnímu spojenectví Finska a Německa a ponechat Finsku prostor při vyjednávání po skončení prohrané války. Dopis samotný se označuje jako Dohoda Ryti–Ribbentrop.
Po této dohodě se obnovily dodávky obilí a zbraní do Finska. Dodávky zbraní už nestihly zasáhnout významně do bojů, ale pomoc Kuhlmeyova leteckého bojového svazu významná byla. Bez dohody by byla zřejmě odvelena i útočná dělostřelecká brigáda a divize pěchoty. Po spojeneckém vylodění v Normandii v červnu 1944 chtěl Sovětský svaz urychlit dobytí Finska, aby se mohl vydat na závod k Berlínu. Posily významně pomohly proti rozsáhlé ofenzívě Rudé armády.
Když Ryti 4. srpna podal oficiálně ze zdravotních důvodů (byl zřejmě v té době zcela zdravý) demisi, novým prezidentem byl zvolen Mannerheim, který nebyl vázán Rytiho dopisem a uzavřel se Sovětským svazem příměří.